# Luitpoldpark (Oberschleißheim)

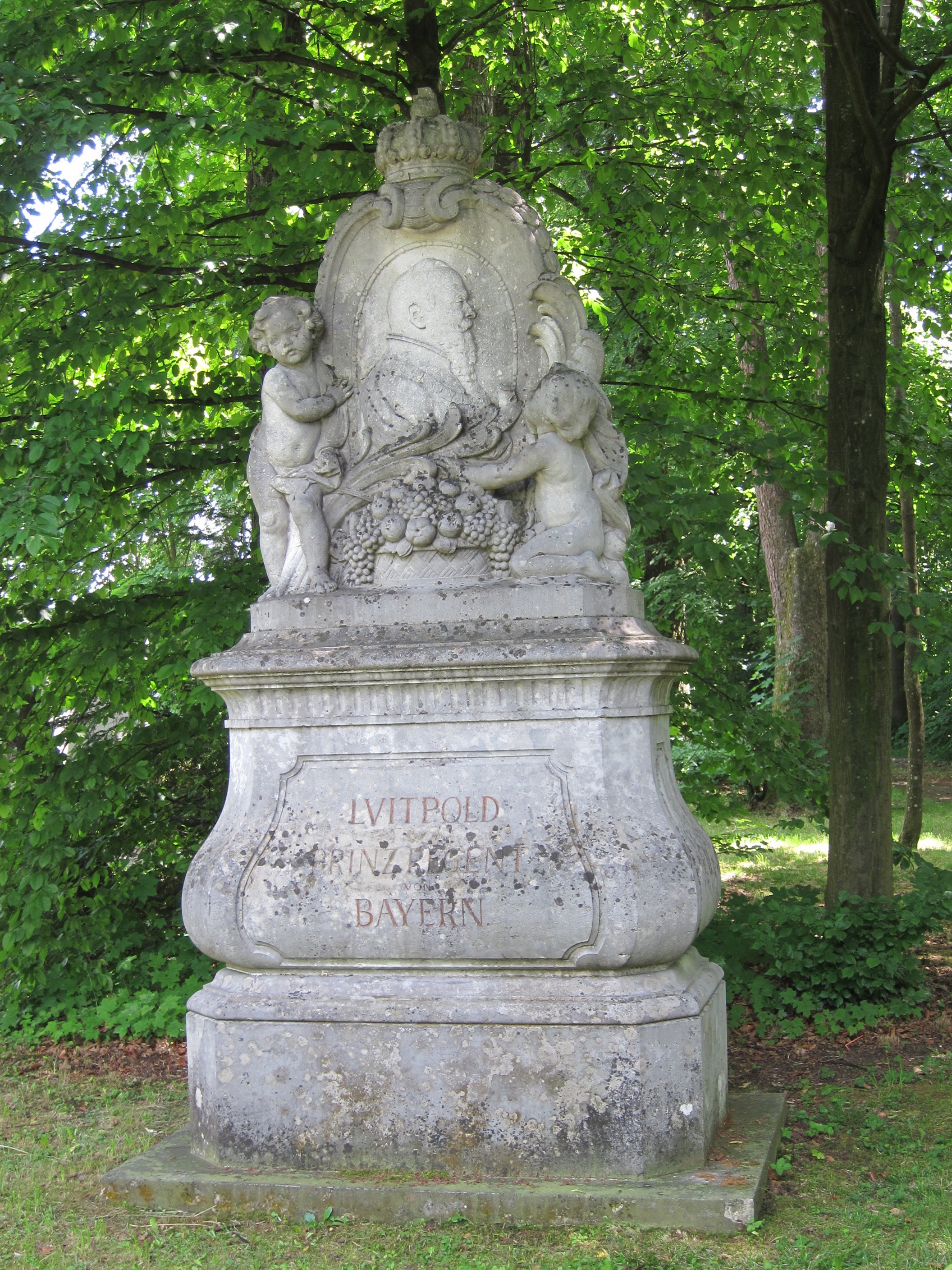
Luitpold-Denkmal in Oberschleißheim

Der Luitpoldpark in Oberschleißheim, einer Gemeinde im oberbayerischen Landkreis München, wurde 1912/13 errichtet. Die Parkanlage an der Freisinger Straße 12 und 15, unmittelbar nördlich des Neuen Schlosses an der anderen Kanalseite, ist ein geschütztes Baudenkmal.
Der kleine Park wurde als Ehrenhain für Prinzregent Luitpold von Bayern (1821–1912) angelegt. Das Denkmal zu seinen Ehren im barockisierenden Stil wurde von Franz Drexler geschaffen. Auf hohem geschwungenen Sockel tragen zwei Putten ein Bildnismedaillon des Prinzregenten.